# Veria FC
Veria FC ist ein griechischer Fußballverein aus Veria. Er entstand 1960 durch die Fusion zweier lokaler Mannschaften, Hermes und Vermio. In der Saison 2006/07 spielte Veria in der Beta Ethniki und schaffte mit dem Erreichen des 3. Platzes den Aufstieg in die griechische Super League. Anschließend stieg der Verein bis in die dritte Liga ab.
Der Verein schaffte zur Saison 2010/11 aber den direkten Wiederaufstieg in die zweitklassige Football League und ein Jahr später gelang sogar der Durchmarsch zurück in die Super League. Veria ist eine typische Fahrstuhlmannschaft, die seit dem Wiederaufstieg zur Saison 2012/13 in die Erstklassigkeit drei Spielzeiten am Stück erstklassig agierte. Zuvor gelang dies nur zwischen 1966 und 1969 sowie zwischen 1996 und 1999. Weitere Auftritte in der höchsten griechischen Liga gab es 1970–1972, 1977/78, 1986–1988 und 2007/08. Beste Platzierungen des Veria FC waren die jeweils neunten Ränge 1986/87 und 1997/98. Mit der erneuten Qualifikation für die Erstklassigkeit wird der Verein 2015/16 zum ersten Mal vier Spielzeiten am Stück in der höchsten Liga auftreten.